# Stanley-Cup-Playoffs 1944
Die Playoffs um den Stanley Cup des Jahres 1944 begannen am 21. März 1944 und endeten am 13. April 1944 mit dem 4:0-Erfolg der Canadiens de Montréal gegen die Chicago Black Hawks. Die Canadiens gewannen somit ihren insgesamt fünften Titel sowie ihren ersten seit 1931, als sie sich ebenfalls gegen die Black Hawks durchsetzten. Zudem stellten sie in Person von Toe Blake den besten Scorer sowie mit Maurice Richard den besten Torschützen dieser Playoffs. Die Black Hawks bestritten unterdessen ihr erstes Endspiel seit 1938, in dem sie die Toronto Maple Leafs besiegt hatten.

## Modus
Für die Playoffs qualifizierten sich die vier besten Teams der Liga. Im Halbfinale standen sich der Erste und der Dritte sowie der Zweite und der Vierte der Abschlusstabelle gegenüber. Die jeweiligen Sieger bestritten anschließend das Stanley-Cup-Finale.
Alle Serien wurden dabei im Best-of-Seven-Modus ausgetragen, das heißt, dass ein Team vier Siege zum Weiterkommen benötigte. Das höher gesetzte Team hatte dabei in den ersten beiden Spielen Heimrecht, die nächsten beiden das gegnerische Team. Sollte bis dahin kein Sieger aus der Runde hervorgegangen sein, wechselte das Heimrecht von Spiel zu Spiel. So hatte die höher gesetzte Mannschaft in den Spielen 1, 2, 5 und 7, also vier der maximal sieben Spiele, einen Heimvorteil.
Bei Spielen, die nach der regulären Spielzeit von 60 Minuten unentschieden blieben, folgte die Overtime. Sie endete durch das erste erzielte Tor (Sudden Death).

## Qualifizierte Teams
- (1) Canadiens de Montréal
- (2) Detroit Red Wings
- (3) Toronto Maple Leafs
- (4) Chicago Black Hawks

## Playoff-Baum
|  | Halbfinale | Halbfinale            | Halbfinale |  |  | Stanley-Cup-Finale | Stanley-Cup-Finale    | Stanley-Cup-Finale |
|  |            |                       |            |  |  |                    |                       |                    |
|  |            |                       |            |  |  |                    |                       |                    |
|  | 1          | Canadiens de Montréal | 4          |  |  |                    |                       |                    |
|  | 3          | Toronto Maple Leafs   | 1          |  |  |                    |                       |                    |
|  |            |                       |            |  |  | 1                  | Canadiens de Montréal | 4                  |
|  |            |                       |            |  |  | 2                  | Chicago Black Hawks   | 0                  |
|  | 2          | Detroit Red Wings     | 1          |  |  |                    |                       |                    |
|  | 4          | Chicago Black Hawks   | 4          |  |  |                    |                       |                    |
|  |            |                       |            |  |  |                    |                       |                    |

## Halbfinale

### (1) Canadiens de Montréal – (3) Toronto Maple Leafs
| 21. März 1944 | Canadiens de Montréal Toe Blake (42:49) | 1:3 (0:2, 0:1, 1:0) Spielbericht Stand: 0:1 | Toronto Maple Leafs Elwyn Morris (6:07) George Boothman (18:35) Jackie Hamilton (32:24) | Forum de Montréal, Montréal, Québec |

| 23. März 1944 | Canadiens de Montréal Maurice Richard (21:48) Maurice Richard (22:05) Maurice Richard (36:46) Maurice Richard (41:00) Maurice Richard (48:54) | 5:1 (0:0, 3:1, 2:0) Spielbericht Stand: 1:1 | Toronto Maple Leafs Reg Hamilton (28:50) | Forum de Montréal, Montréal, Québec |

| 25. März 1944 | Toronto Maple Leafs George Boothman (28:06) | 1:2 (0:1, 1:0, 0:1) Spielbericht Stand: 1:2 | Canadiens de Montréal Glen Harmon (9:58) Ray Getliffe (49:43) | Maple Leaf Gardens, Toronto, Ontario |

| 28. März 1944 | Toronto Maple Leafs Theodore Kennedy (48:54) | 1:4 (0:0, 0:2, 1:2) Spielbericht Stand: 1:3 | Canadiens de Montréal Gerald Heffernan (35:55) Toe Blake (38:45) Erwin Chamberlain (52:57) Erwin Chamberlain (59:48) | Maple Leaf Gardens, Toronto, Ontario |

| 30. März 1944 | Canadiens de Montréal Ray Getliffe (16:02) Phil Watson (17:39) Maurice Richard (20:27) Erwin Chamberlain (30:33) Émile Bouchard (42:27) Toe Blake (47:58) Toe Blake (48:37) Maurice Richard (49:17) Ray Getliffe (50:33) Buddy O’Connor (51:34) Erwin Chamberlain (55:41) | 11:0 (2:0, 2:0, 7:0) Spielbericht Stand: 4:1 | Toronto Maple Leafs | Forum de Montréal, Montréal, Québec |

### (2) Detroit Red Wings – (4) Chicago Black Hawks
| 21. März 1944 | Detroit Red Wings Syd Howe (12:18) | 1:2 (1:2, 0:0, 0:0) Spielbericht Stand: 0:1 | Chicago Black Hawks Bill Mosienko (7:12) Doug Bentley (7:56) | Detroit Olympia, Detroit, Michigan |

| 23. März 1944 | Detroit Red Wings Joe Carveth (23:00) Syd Howe (38:40) Don Grosso (40:21) Mud Bruneteau (56:06) | 4:1 (0:0, 2:0, 2:1) Spielbericht Stand: 1:1 | Chicago Black Hawks George Allen (51:48) | Detroit Olympia, Detroit, Michigan |

| 26. März 1944 | Chicago Black Hawks Joe Cooper (11:06) Clint Smith (51:30) | 2:0 (1:0, 0:0, 1:0) Spielbericht Stand: 2:1 | Detroit Red Wings | Chicago Stadium, Chicago, Illinois |

| 28. März 1944 | Chicago Black Hawks Doug Bentley (4:44) Bill Mosienko (11:09) Clint Smith (16:54) Clint Smith (21:42) Doug Bentley (35:30) Doug Bentley (39:18) Fido Purpur (59:57) | 7:1 (3:1, 3:0, 1:0) Spielbericht Stand: 3:1 | Detroit Red Wings Carl Liscombe (6:00) | Chicago Stadium, Chicago, Illinois |

| 30. März 1944 | Detroit Red Wings Bill Quackenbush (6:59) Joe Carveth (48:40) | 2:5 (1:1, 0:0, 1:4) Spielbericht Stand: 1:4 | Chicago Black Hawks Doug Bentley (18:23) Johnny Gottselig (43:37) Doug Bentley (48:10) Doug Bentley (52:30) George Allen (58:56) | Detroit Olympia, Detroit, Michigan |

## Stanley-Cup-Finale

### (1) Canadiens de Montréal – (4) Chicago Black Hawks
| 4. April 1944 | Canadiens de Montréal Phil Watson (8:37) Toe Blake (26:35) Ray Getliffe (30:58) Erwin Chamberlain (44:47) Ray Getliffe (58:07) | 5:1 (1:0, 2:1, 2:0) Spielbericht Stand: 1:0 | Chicago Black Hawks Clint Smith (30:11) | Forum de Montréal, Montréal, Québec |

| 6. April 1944 | Canadiens de Montréal Maurice Richard (33:00) Maurice Richard (52:16) Maurice Richard (55:33) | 3:1 (0:0, 1:0, 2:1) Spielbericht Stand: 2:0 | Chicago Black Hawks Johnny Harms (59:59) | Forum de Montréal, Montréal, Québec |

| 9. April 1944 | Chicago Black Hawks George Allen (5:14) Johnny Harms (44:16) | 2:3 (1:0, 0:1, 1:2) Spielbericht Stand: 0:3 | Canadiens de Montréal Toe Blake (22:02) Mike McMahon (45:47) Phil Watson (46:42) | Chicago Stadium, Chicago, Illinois |

| 13. April 1944 | Chicago Black Hawks George Allen (5:12) Johnny Harms (27:30) George Allen (29:12) Doug Bentley (30:09) | 4:5 n. V. (1:1, 3:0, 0:3, 0:1) Spielbericht Stand: 0:4 | Canadiens de Montréal Elmer Lach (8:48) Elmer Lach (50:02) Maurice Richard (56:05) Maurice Richard (57:20) Toe Blake (69:12) | Chicago Stadium, Chicago, Illinois |

### Stanley-Cup-Sieger
| Stanley-Cup-Sieger Canadiens de Montréal | Torhüter: Bill Durnan Verteidiger: Émile Bouchard, Glen Harmon, Leo Lamoureux, Mike McMahon Angreifer: Toe Blake (C), Erwin Chamberlain, Bob Fillion, Ray Getliffe, Gerald Heffernan, Elmer Lach, Fern Majeau, Buddy O’Connor, Maurice Richard, Phil Watson Cheftrainer: Dick Irvin General Manager: Tommy Gorman |

## Beste Scorer
Abkürzungen: GP = Spiele, G = Tore, A = Assists, Pts = Punkte, PIM = Strafminuten; Fett: Bestwert
| Spieler           | Team     | GP | G  | A  | Pts | PIM |
| ----------------- | -------- | -- | -- | -- | --- | --- |
| Toe Blake         | Montréal | 9  | 7  | 11 | 18  | 2   |
| Maurice Richard   | Montréal | 9  | 12 | 5  | 17  | 10  |
| Elmer Lach        | Montréal | 9  | 2  | 11 | 13  | 4   |
| Doug Bentley      | Chicago  | 9  | 8  | 4  | 12  | 4   |
| Clint Smith       | Chicago  | 9  | 4  | 8  | 12  | 0   |
| Ray Getliffe      | Montréal | 9  | 5  | 4  | 9   | 16  |
| George Allen      | Chicago  | 9  | 5  | 4  | 9   | 8   |
| Erwin Chamberlain | Montréal | 9  | 5  | 3  | 8   | 10  |
| Phil Watson       | Montréal | 9  | 3  | 5  | 8   | 16  |
| Syd Howe          | Detroit  | 5  | 2  | 2  | 4   | 0   |
| Bill Mosienko     | Chicago  | 8  | 2  | 2  | 4   | 6   |

## Beste Torhüter
Die kombinierte Tabelle zeigt die drei besten Torhüter in der Kategorie Gegentorschnitt sowie den jeweils Führenden in Shutouts und Siegen.
Abkürzungen: GP = Spiele, Min = Eiszeit (in Minuten), W = Siege, L = Niederlagen, GA = Gegentore, SO = Shutouts, GAA = Gegentorschnitt; Fett: Bestwert; Sortiert nach Gegentorschnitt.
Erfasst werden nur Torhüter mit 120 absolvierten Spielminuten.
| Spieler      | Team     | GP | Min    | W | L | GA | SO | GAA  |
| ------------ | -------- | -- | ------ | - | - | -- | -- | ---- |
| Bill Durnan  | Montréal | 9  | 549:12 | 8 | 1 | 14 | 1  | 1,53 |
| Mike Karakas | Chicago  | 9  | 549:12 | 4 | 5 | 24 | 1  | 2,62 |
| Connie Dion  | Detroit  | 5  | 300:00 | 1 | 4 | 17 | 0  | 3,40 |